# کارول بلازیویفسکی
کارول بلازیویفسکی (انگلیسی: Carol Blazejowski؛ زادهٔ ۲۹ سپتامبر ۱۹۵۶) بازیکن بسکتبال اهل ایالات متحده آمریکا است.
وی همچنین برندهٔ جوایزی همچون تالار مشاهیر بسکتبال شده‌است.